# Војин Милић
Војин Милић (Пивница, Хрватска 1922- Београд 1996), учесник НОР-а, у ЈНА до 1954. Дипломирао филозофију на Филозофском факултету у Београду (1951), докторирао на Правно факултету у Београду (1958). Заједно са Руди Супеком, Михајлом Ђурићем, Вељком Кораћем и пољским социологом Јаном Шћепанским сачинио 1959. Програм студија социологије на Филозофском факултету у Београду, где је предавао Методологију социолошких истраживања и Социологију сазнања (1962-1985). Добитник Октобарске награде Београда 1965. Држао је течај на Филозофском факултету у Бечу 1972-1973. и предавања у СР Немачкој, Француској и Пољској. Био је председник социолошког друштва (1959-60; тадашњи назив : Секција ЈУС за НР Србију), секретар Истраживачког комитета за социологију сазнања Међународног социолошког удружења (1966-70) и члан његовог извршног одбора (1984-86). Објављивао чланке и студије у разним иностраним часописима. Главни уредник социологије (1968-1970).
Дела: Социолошки метод (1965), Социологија сазнања (1986), Прилози историји социологије (1989), Социологија науке, (1995) и Друштвена структура и покретљивост Југославије (1996).

## Значај
Значај Војина Милића за реформацију социологије код Срба, као и у целој бившој Југославији огледа се у два аспекта:
1. У сазнајно-методолошком погледу препознатљив је „милићевски приступ у социологији, који је добрим делом допринео депровинцијализацији српске (и целе југословенске) социологије.
2. Милићев допринос професионализацији српске социологије од изузетног је значаја не само због његовог учешћа у стручној комисији за писања (првог) плана и програма социлошких студија у бишој Југославији (на Филозофском факултету Универзитета у Београду, 1959. године), него пре свега, доследног научно-професионалног етоса који се препознаје у његовој научној активности на одсеку за социологију Филозофског факултета у Београду (где је радио у својству наставника, од оснивања тог одсека до пензионисања, 1986. године).

Допринос Војина Милића социологији, како у оквирима бившег југословенског, тако и садашњег српског друштва, могли бисмо у најопштијим цртама означити у оном смислу у коме је он означио допринос Макса Вебера социологији уопште. Неколико карактеристичних мисли које је о Веберу изрекао Војин Милић у закључном делу поговора за прво југословенско издање Протестантске етике и духа капитализма(Милић, 1968) могле би се узети као примарне мисаоне паралеле за сагледавање Милићевог доприноса српској (и бившој југосовенској) социологији.
Прво, као што Милић каже за Вебера да иза његовог целокупног социолошког истраживања капитализма, религије и рационалности стоји идеолошка визија „класно свесног буржуја у оквиру које је настало једно од највећих дела целокупне социологије и то „из најискренијег и историјски врло свесног убеђења, тако да се и за Милића може рећи да у позадини његовог целокупног дела (које у потпуности има социолошко обележје) стоји марксистичка (или, тачније, Марксова) идејна визија коју је он такође из најискренијег и историјски врло свесног убеђења стваралачки и критички развијао у проучавању разних теоријско-методолошких проблема социологије и у неким њеним кључним дисциплинама (пре свега, у социологији сазнања и социологији науке).
Друго, као што је Милић наглашавао да је Веберова мисао била тако лична и сложена да није могла постати нечија идеологија, могло би се рећи за његов (милићевски) приступ у социологији, да је толико особен и развијен у сазнајном погледу да га није могла апсорбовати ни владајућа марксистичка идеологија бившег југословенског друштва, ни према тој идеологији критички оријентисана praxis теорија, према чијим сазнајним резултатима се Милић односио са уважавањем.
Треће, као што Милић примећује да се Веберова социолошка интересовања односе на епохалне проблеме његовог и нашег доба и да „као у сваком правом стваралаштву, вредност многих његових мисли превазилази услове у којима су оне настале, то се исто може рећи и за Милићево стваралаштво; уз напомену да његово стваралаштво опомиње српску (као што је опомињало бившу југословенску) јавност да се не провинцијализује.
Четврто, као што Милић каже да је Вебер изузетна личност која може да се уздигне изнад професионалне осредњости и ништавила, а што се огледа на дубоком задржавању парцијализације човека у капитализму, упркос својој убеђености у судбинску неизбежност тог друштвеног система, тако се и за Милића може рећи да се социологијом бавио изузетно професионално и да се згражавао над неинвентивношћу и редукционистичким приступом проучавању друштва од стране разних марксиста, упркос његовој убеђености у сазнајну делотворност највреднијих страна Марксовог теоријског наслеђа.